# 泥窝潭乡
泥窝潭乡，是中华人民共和国湖南省常德市桃源县下辖的一个乡镇级行政单位。下辖五马寨、燕子岩、湖堰、灵雨寺、仙仁岩、青龙山、岩溪寺、集财坡、座河堰、咸泉寺、牛车磴、燕岩庙、茶驿坪、龙门垭、古岩堉、花轿坪、官宦坪17个行政村。

## 行政区划
泥窝潭乡下辖以下地区：
五马寨村、灵雨寺村、青龙山村、岩溪寺村、牛车磴村、燕岩庙村、古岩育村、花轿坪村和枫树坪村。